# Sceloporus parvus
Sceloporus parvus este o specie de șopârle din genul Sceloporus, familia Phrynosomatidae, descrisă de Smith 1934. A fost clasificată de IUCN ca specie cu risc scăzut.

## Subspecii
Această specie cuprinde următoarele subspecii:
- S. p. parvus
- S. p. scutulatus